# Snow White: A Deadly Summer
Snow White: A Deadly Summer ("Snow White: Un verano mortal") es una película de terror estadounidense de 2012 dirigida por David DeCoteau y protagonizada por Shanley Caswell, Maureen McCormick y Eric Roberts. Inspirada en la historia "Blancanieves" de los hermanos Grimm, la película se lanzó directamente en DVD y descarga digital el 20 de marzo de 2012.

## Trama
Eve es una mujer a la que no le gusta que su hijastra Snow se interponga en su camino hacia el amor pleno de su esposo. La madrastra de Snow habla con un reflejo de sí misma que le dice qué hacer. Con la persistencia de su reflejo, Eve envía a Snow a un campamento para delincuentes juveniles, donde estos son asesinados. Mientras los asesinan, Snow tiene sueños que le muestran los asesinatos y le dan pistas sobre quién es el asesino y por qué hace lo que hace, pero no todos en el campamento son tan confiables como parecen, y quienes lo dirigen ocultan algo.

## Reparto
- Shanley Caswell como Snow White
- Maureen McCormick como Eve
- Eric Roberts como Grant
- R.J Cantu como Bob
- Tim Abell como Hunter
- Chase Bennett como Cole
- Chelsea Rae Bernier como Lauren
- Camille Cregan como Mya
- Eileen Dietz como Lyla
- Aaron Jaeger como Sean
- Jason-Shane Scott como Mark
- Kelsey Weber como Sara
- Hunter Ansley Wryn como Erica
- Carolyn Purdy-Gordon como Dr. Beckerman
- Patrick Lewey como Jason

## Producción
Maureen McCormick obtuvo su primer papel protagónico en un largo tiempo. McCormick dijo que su único problema era tener que fingir que odiaba a la actriz principal, Shanley Caswell. La película tiene "Snow White" ("Blancanieves") en el título debido a que el nombre del personaje principal es Snow y su malvada madrastra la quiere muerta.

## Lanzamiento
La película fue lanzada directamente en DVD en formato panorámico con mezcla Dolby 2.0 estéreo el 20 de marzo de 2012. Incluye comentarios del director y dos miembros del reparto, fotos de la producción y el tráiler de la película.

## Recepción
Una reseña de Dread Central decía que la película podría haberse llamado "Snow White and the Seven Delinquents" ("Blancanieves y los siete delincuentes") o "Snow White: A Deadly Dullness" ("Blancanieves: Un aburrimiento mortal"). Dawn Hunt, de DVD Verdict, opinó que la película no cumple de manera espectacular con las expectativas que los espectadores pudieran tener sobre la inclusión de Blancanieves en el título.